# Severino Casana
Severino Ignazio Elleno Maria, Conte dei Baroni Casana (plus connu sous le nom de Severino Casana; Turin, 23 octobre 1842 - Montalto Dora, 19 octobre 1912) était un ingénieur et homme politique italien, maire (Sindaco) de Turin de 1898 à 1902, député de 1886 à 1897, sénateur de 1898 à 1912, ministre de la Guerre de 1907 à 1909 et vice-président du Sénat en 1912.

## Biographie
Severino Casana est né le 23 octobre 1842 à Turin, deuxième fils du baron Giuseppe Alessandro et de Teresa Cobianchi. Diplômé en ingénierie industrielle, il travaille de 1864 à 1869 à la construction et à l'exploitation des chemins de fer du sud et de la Lombardie. De 1869 à 1891, il enseigne à l'école d'ingénieurs de Turin. Entre-temps, il mène une intense activité politique : il est député de la première circonscription de Novara aux XVIe et XVIIe législatures (1886-1892), puis, à partir de 1892, de Pallanza aux XVIIIe, XIXe et XXe législatures, et membre du conseil municipal de Turin à partir de 1883 et du conseil provincial à partir de 1889. En avril 1898, il est élu maire (Sindaco) de Turin avec soixante-quatre voix sur soixante-six ; il démissionne donc de la Chambre et est nommé sénateur le 10 mai 1898. En 1902, il quitte la responsabilité de la municipalité de Turin mais continue à occuper des postes importants dans la ville : il est président de l'Opera pia di S. Paolo (association caritative de St Paul), administrateur du musée royal de l'Industrie puis de l'École royale polytechnique. En 1907, le Sénat l'élit à la Commission d'enquête sur l'armée, créée par décret le 19 juin 1907 ; et le 29 décembre de la même année, Casana entre dans le gouvernement Giolitti III comme ministre de la guerre, le premier civil à occuper ce poste.
En 1907, le débat sur les dépenses militaires a atteint un haut niveau d'intensité et d'importance politique. Le budget du ministère de la Guerre, qui avait été réduit de façon drastique par Antonio di Rudinì et Luigi Pelloux, avait été consolidé par Giuseppe Zanardelli sous les 300 000 000 lires (total final) ; mais à partir de 1905, la pression se fait de plus en plus forte pour une augmentation des crédits, qui permettrait le renouvellement de l'artillerie et la fin des expédients néfastes rendus nécessaires par la limitation des dépenses.
Ces demandes suscitent la nette opposition de l'extrême gauche et une grande perplexité de la gauche modérée, qui conditionne toute augmentation à un réexamen général de la politique de défense et de l'organisation de l'armée, qui donnerait des garanties de bonne utilisation des sommes accordées (c'était l'époque du scandale des commandes de la marine aux aciéries de Terni). Les gouvernements Fortis I, Fortis II et Sonnino I (1905-06) accordent quelques légères augmentations, puis Giovanni Giolitti prend l'initiative de créer la Commission d'enquête sur l'armée en juin 1907 pour satisfaire la gauche, mais en veillant à ce qu'elle soit composée d'hommes de confiance comme Casana, qui n'a aucune expérience des problèmes militaires. Au moment de la création de la Commission, la Chambre des députés approuve une première allocation extraordinaire de 60 millions de lires pour l'armée, avec le consentement de tous les partis, à l'exception de l'extrême gauche : c'est une indication du soutien croissant de l'opinion publique à l'augmentation des dépenses militaires.
Il s'ensuit un changement dans l'orientation des travaux de la Commission: créée pour évaluer précisément les besoins des différents services du ministère de la Guerre, elle élargit son champ d'investigation, d'abord pour déterminer ce qui est nécessaire pour rendre l'organisation militaire italienne aussi solide que possible par rapport à la puissance financière du pays, ensuite pour examiner le système militaire italien par rapport aux besoins de la défense, en formulant des propositions sur la base d'exigences militaires minimales indépendamment de leur portée financière. La Commission a donc fini par conclure que l'organisation militaire existante, à condition d'être convenablement renforcée, était parfaitement adaptée aux potentialités du pays et aux besoins de sa défense, et a donc appelé non pas à des réformes, mais à une augmentation des crédits en fonction des aspirations des militaires.
Cependant, Severino Casana a quitté la Commission avant la fin de ses travaux car il a été appelé au ministère de la Guerre en décembre 1907. La nomination d'un ministre bourgeois est une autre concession à la gauche modérée, qui espère ainsi renforcer le contrôle parlementaire sur l'armée et parvenir à une administration plus efficace de l'appareil. Le choix d'un homme de faible poids politique, sans expérience ni intérêts spécifiques comme Severino Casana, montre cependant que la concession sera plus apparente que réelle ; non seulement elle sera une brève parenthèse (après les quinze mois de Casana, le ministère reviendra aux mains des militaires jusqu'en 1920), mais deux décrets de 1906 et 1908 renforcent la figure du chef d'état-major de l'armée au point d'en faire le chef de la hiérarchie militaire et le pendant " technique " du ministre " politique ". En tant que ministre de la Guerre, Casana ne s'est pas distingué par son initiative et son activité, mais a pleinement accepté la ligne de ses prédécesseurs et successeurs. L'acte le plus important de son activité gouvernementale est la présentation au Parlement, en juin 1908, d'un projet de loi prévoyant une dépense extraordinaire de 223 000 000 de lires pour l'armée, répartie sur la période 1907-1917 et destinée principalement au renouvellement de l'artillerie (115 000 000 lires) et des fortifications et routes (50 000 000 lires). Cette dépense anticipait les conclusions de la Commission d'enquête, mais n'épuisait pas ses demandes (et en fait de nouvelles dépenses ordinaires et extraordinaires seraient votées dans les années suivantes); il s'agissait donc d'une dépense partielle, mais incluse dans un programme plus général en cours, qui pour des raisons de secret ne pouvait être porté à la connaissance du Parlement (Actes parlementaires, Débats, Chambre des députés, 25 juin 1908).
Cette approche ne suscite que l'opposition des socialistes et des républicains qui, par l'intermédiaire de Ubaldo Comandini et de Leonida Bissolati, plaident pour une restructuration globale de l'administration militaire et une limitation des dépenses qui sont principalement supportées par les classes les plus pauvres. Toutefois, la Chambre a rejeté ces positions par deux cent douze voix contre vingt-neuf et le Sénat a adopté la mesure en tant que loi.
En plus de ce grand crédit extraordinaire, Severino Casana a également promu un certain nombre de projets de loi de moindre importance pour remédier à certaines lacunes de l'administration ; le résultat est que les dépenses du ministère de la Guerre sont passées de 303 millions de lires en 1905-1906 et 313 000 000 de lires en 1906-1907 à 331 000 000 de lires en 1907-1908 et 363 000 000 de lires en 1908-1909, avec une tendance à la hausse qui se poursuivra jusqu'au début de la Première Guerre mondiale.
Cependant, le rôle de Casana dans cette course aux armements avait été épuisé avec l'approbation parlementaire du premier grand crédit extraordinaire et la conclusion des travaux de la commission d'enquête. Il quitte le ministère le 4 avril 1909 avec la discrétion avec laquelle il l'avait géré, laissant la place au général Paolo Spingardi. Il continue à occuper des postes prestigieux dans l'administration : il est président de la Commission pour l'étude des mesures administratives et législatives pour le téléphone (juillet 1910) et président de la Commission d'enquête sur la catastrophe du "S. Giorgio" dans le golfe de Naples. En 1912, il a été nommé vice-président du Sénat et comte.
Il est décédé le 9 octobre 1912 dans son château de Montalto Dora.

### Fonctions et commissions politiques
- Vice-président (1er février 1912-9 octobre 1912)
- Membre de la commission d'examen du projet de loi "Prolongation du délai d'avertissement concernant le rachat des Chemins de fer du Sud" (15 avril 1905).
- Membre de la commission d'examen du projet de loi "Dispositions relatives à l'exploitation par l'État des chemins de fer non concédés à des compagnies privées" (20 avril 1905).
- Membre de la Commission pour l'examen des projets de loi en faveur de la Calabre (24 avril 1906)
- Membre de la Commission d'examen des projets de loi relatifs aux traités internationaux (4 mai 1906-29 décembre 1907)
- Membre de la Commission pour l'examen du projet de loi "Conversion de la consolidation à 5 pour cent brut et 4 pour cent net" (29 juin 1906)
- Membre de la commission du Règlement (11 juillet 1906-29 décembre 1907)
- Membre de la Commission pour l'examen du projet de loi "Ordonnance de Bénadir (Somalie italienne du Sud)" (13 mars 1907. (13 mars 1907. A démissionné le même jour)
- Membre de la Commission des finances (3 juin 1907-29 décembre 1907)
- Membre de la commission d'enquête sur les services dépendant du ministère de la guerre (19 juin 1907).
- Commissaire de surveillance de l'administration des chemins de fer de l'État (21 décembre 1907)

### Postes et titres
- Président de la Commission d'étude des mesures administratives et législatives pour le téléphone (juillet 1910)
- Président de l'Opéra pia San Paolo de Turin
- Membre du Conseil supérieur de l'éducation (23 décembre 1909-9 octobre 1912)
- Membre du Conseil du Musée de l'Industrie
- Membre de la Société italienne de géographie (1881)

## Décorations

### Décorations italiennes
- Chevalier de grand-croix décoré du grand cordon de l'ordre des Saints-Maurice-et-Lazare
- Chevalier de grand-croix décoré du grand cordon de l'ordre de la Couronne d'Italie

### Décorations étrangères
- Commandeur de l'ordre national de la Légion d'honneur (France)
- Chevalier de l'ordre de la Couronne prussienne (Empire allemand)

## Sources
- (it) Cet article est partiellement ou en totalité issu de l’article de Wikipédia en italien intitulé « Severino Casana » (voir la liste des auteurs).